# I’ve Been Expecting You
Az I’ve Been Expecting You című album Robbie Williams második stúdióalbuma. A lemez két legsikeresebb kislemeze: a Millennium és a She’s the One voltak. Az album az egyik legnagyobb példányszámban eladott lemez volt 1998-1999-ben: a mai napig több, mint 2,7 millió kópiát adtak el belőle Angliában. Az IFPI szerint további 5 millió példányt adtak el belőle Európában. A brit Channel 4 televízió egy 2005-ös felmérése szerint minden idők legjobb 100 albumának listáján a 91. helyén áll a nagylemez. Az Egyesült Királyságban 10-szeres platinalemez minősítést kapott az album.
Williams és Guy Chambers 1998 tavaszán Jamaicában kezdte készíteni a lemezt. Ebben az időszakban Williams Nicole Appletonnal, az All Saints egyik tagjával járt. A kapcsolat hatása az album dalain is érződik.
Például a Grace című dalt Williams annak a magzatnak címezte (ha az kislány volt), akit Nicole Appleton elvetetett. Az énekes azt próbálta elképzelni, milyen apa vált volna belőle.

## Siker
Amikor 1998. október végén az I’ve Been Expecting You megjelent, a brit albumlista első helyén debütált és az év legtöbbet eladott lemeze lett Angliában. Ekkor a lemez nagyobb figyelmet kapott Anglián kívül, otthagyta a névjegyét az európai és a latin-amerikai piacon.
Az I’ve Been Expecting You világsiker lett, több, mint 3 millió példányt adtak el belőle az Egyesült Királyságban. A BPI tízszeres platinalemezzé minősítette. Az album Williams legtöbbet eladott albuma lett az országban és a 30. a brit könnyűzene történetében. Világszerte 5 millió példány kelt el belőle.

## Kislemezek
1.Millennium
2.No Regrets
3.Strong
4.She’s the One
- Az album első kislemezét, a Millenniumot John Barry James Bond-filmzenéje nyomán írta Guy Chambers. 1998 szeptemberében jelent meg, Williams első szóló No.1 kislemeze lett az Egyesült Királyságban. Le is söpörte a slágerlista első helyéről az All Saints-t.

Williams ezt így kommentálta: „Valakit félre kellett söpörnöm, és ez egy feleség kellett, hogy legyen.” (Williams és Nicole Appleton az All Saints-ből ekkor el voltak jegyezve.) A kislemezből több, mint 400 000 darabot adtak el csak Angliában, a BPI aranylemezzé nyilvánította 1998 novemberében. Az európai országokban pedig a legjobb 20 dal közé került, csakúgy mint Latin-Amerikában és Ausztráliában.
- A második kislemez, a No Regrets az album egyik legtöbbet vitatott dala lett a Take That-korszakra utaló hivatkozásoknak köszönhetően. Williams együtt készítette a dalt Neil Tennanttal, a Pet Shop Boys énekesével és Neil Hannonnal a The Devine Comedy nevű brit zenekarból. A kislemez 1998 novemberében jelent meg, és negyedik lett a brit slágerlistán a B-oldalas  Antmusic című dal feldolgozásával az Adam & The Ants-től. A No Regrets világszerte nagy siker lett, több, mint 200 000 példányt adtak el belőle és ezüstlemez lett 2004 októberében, csaknem 6 évvel azután, hogy az eredeti kislemezt kiadták.[5]
- Az album harmadik kislemeze, a Strong egy igen tevékeny időszakban jött ki. A dal a németországi Kölnben egy szállodában született, Williams fanatikus rajongói inspirálták, akiket "ijesztett a nappalok megélése" az énekes nélkül. A dal a negyedik helyen debütált az Egyesült Királyságban és a kilencedik lett Új-Zélandon. Európában és világszerte több országban bekerült a Top 40-be.
- A negyedik kislemez, a She’s the One Karl Wallinger Egyptology című albumáról származik, Williams kedvenc dala volt abból az időszakból, amikor kiengedték őt a rehabilitációs klinikáról. A második No. 1 sikere lett az Egyesült királyságban és Új-Zélandon is bekerült az első háromba. A She's The One több díjat nyert el szerte a világon, többek közt a BRIT Award „Az Év Kislemeze” díjat és a Capitol Radio Award „Legjobb Kislemezért” járó díját.[6] A kislemez dupla A oldallal jelent meg az It’s Only Us-szal és hivatalos dala lett a Sony Playstation FIFA 2000 játékának.[7] Komoly sikere volt, több mint 400 000 darabot adtak el belőle csak Angliában és a BPI 2000 elején aranylemezzé nyilvánította.[8] Williams az 1999-es évet az Európai Turnéval zárta.

## Plágium?
1998-ban az énekest beperelte a  Ludlow Publishing a Jesus in a Camper Van című dal miatt, mert szerintük a szám egyik sora Loundon Wainwright III I am the Way című számából származik (Az Attempted Mustache című albumról).
2002-ben a Ludlow Publishing megnyerte a pert, 25%-ot kapott abból az összegből, amit a dal „megkeresett” és az albumot újra kiadták, de már az It’s Only Us című dalt tették a helyébe.

## Dalok listája
| #   | Cím                                                             | Szerzők                                                    | Hossz |
| --- | --------------------------------------------------------------- | ---------------------------------------------------------- | ----- |
| 1.  | Strong                                                          | Guy Chambers, Robbie Williams                              | 4:39  |
| 2.  | No Regrets                                                      | Guy Chambers, Robbie Williams                              | 5:10  |
| 3.  | Millennium                                                      | John Barry, Leslie Bricusse, Guy Chambers, Robbie Williams | 4:07  |
| 4.  | Phoenix from the Flames                                         | Guy Chambers, Robbie Williams                              | 4:02  |
| 5.  | Win Some Lose Some                                              | Guy Chambers, Robbie Williams                              | 4:18  |
| 6.  | Grace                                                           | Guy Chambers, Robbie Williams                              | 3:13  |
| 7.  | Jesus in a Camper Van (Replaced by It’s Only Us (2:52) in 2002) | Guy Chambers, Loudon Wainwright III, Robbie Williams       | 3:39  |
| 8.  | Heaven from Here                                                | Guy Chambers, Robbie Williams                              | 3:05  |
| 9.  | Karma Killer                                                    | Guy Chambers, Robbie Williams                              | 4:28  |
| 10. | She’s the One                                                   | Karl Wallinger                                             | 4:18  |
| 11. | Man Machine                                                     | Guy Chambers, Robbie Williams                              | 3:35  |
| 12. | These Dreams                                                    | Guy Chambers, Robbie Williams                              | 4:10  |
| 13. | Stand Your Ground (rejtett dal)                                 |                                                            | 2:59  |
| 14. | Stalker's Day Off (I've Been Hanging Around)                    | Guy Chambers, Robbie Williams                              | 3:30  |

## Helyezések, eladási statisztika
| Ország             | Helyezés    | Minősítés        | Eladás     |
| ------------------ | ----------- | ---------------- | ---------- |
| Ausztria           | 24          |                  |            |
| Finnország         | 20          |                  |            |
| Franciaország      | 31          | 2× aranylemez    | 200 000+   |
| Németország        | 16          | aranylemez       | 100 000+   |
| Írország           | 1           |                  |            |
| Hollandia          |             | aranylemez       | 40 000+    |
| Új-Zéland          | 4 (3 hétig) | platinalemez     | 15 000+    |
| Norvégia           | 5           | aranylemez       | 20 000+    |
| Svédország         | 21          | aranylemez       | 30 000+    |
| Svájc              | 19          | platinalemez     | 50 000+    |
| Egyesült Királyság | 1           | 10× platinalemez | 3 000 000+ |
| Amerika            | 190         |                  | 100 500+   |

## Közreműködők
- Robbie Williams – vezető vokál
- Andre Barreau – háttérvokál
- Gary Nuttall – háttérvokál, elektromos gitár
- David Catlin-Birch – háttérvokál, akusztikus gitár, basszusgitár
- Steve McEwan – háttérvokál, elektromos gitár, akusztikus gitár
- Guy Chambers – billentyűs hangszerek, zongora, elektromos gitár, akusztikus gitár, basszus szintetizátor, orgona, vibrafon
- Fil Eisler – gitár, szólógitár, basszusgitár
- Jeremy Stacey – dobok
- Andy Duncan – ütős hangszerek
- Claire Worrall – háttérvokál
- Neil Tennant – háttérvokál
- Neil Hannon – háttérvokál
- Chris Sharrock – dobok
- Claudia Fontaine – háttérvokál
- Beverley Skeet – háttérvokál
- Nicole Patterson – háttérvokál
- Alex Dickson: elektromos gitár
- Laurence Johnson, Prisilla Mae-Jones, Marion Powell, Carol Riley, Lain Gray, David Danniel, Bryan Jones, Patricia Scott – gospel kórus
- London Session Orchestra (vezényel: Gavyn Wright)